# На срібній планеті (фільм)
«На срібній планеті» (пол. Na srebrnym globie) — кінофільм режисера Анджея Жулавського, екранізація «Місячної трилогії» польського письменника Єжи Жулавського (двоюрідного діда режисера).
Після свого французького дебюту Жулавський повернувся в Польщу, де два роки знімав цей фільм на кіностудії «Pryzmat». Але міністерство культури Польщі заборонило картину, закрило кіностудію, а частина матеріалів була просто знищена, тому лише через десять років, в 1987 році, режисер змонтував відзнятий матеріал і випустив фільм. Вирізані або недозняті уривки він коментує по ходу картини.

## Сюжет
Картина оповідає про експедицію на іншу планету. В результаті аварії уцілілих залишилося лише троє астронавтів — Марта (Івона Бєльська) і двоє чоловіків, Петро (Єжи Гралек) і Єжи (Єжи Треля). Зв'язок із Землею втрачений, уцілілі вирішують оселитися на березі моря і дають початок новому людському роду.
Після народження першого сина Марта зауважує, що він росте набагато швидше, ніж на Землі. Через кілька десятків років, коли Єжи знаходиться в похилому віці, нове людство являє собою плем'я з декількох десятків людей, з якими він вже не може вступити в контакт — вони частково здичавіли і сприймають Єжи, як напівбога. Перед смертю він відправляє на Землю відеощоденник — записи з портативних відеокамер.
Друга частина фільму починається через кілька століть з прибуття ще одного астронавта, Марека (Анджей Северин). Нове людство перебуває в епосі, що нагадує земне раннє середньовіччя. Священики, які перебувають при владі оголошують Марека Месією, який згідно з пророцтвом повинен звільнити людей з-під влади Шернів, корінних мешканців планети, схожих на велетенських птахів. Марек приймає цю роль і очолює військовий похід проти Шернів. Спочатку люди домагаються успіху і захоплюють в полон лідера Шернів Авія, але подальша висадка в місті Шернів закінчується катастрофою. Марека побивають камінням і розпинають.

## Художні особливості
Унікальною атмосферою фільм багато в чому зобов'язаний оператору Анджею Ярошевичу. Сцену з метеоритним дощем, який імітувався за допомогою великої кількості піротехнічних зарядів, Ярошевич знімав з великим ризиком для життя. Перша частина фільму знята з використанням т. зв. «Суб'єктивної камери», від першої особи (відеорекордери астронавтів), з короткими планами і застосуванням синкопованого монтажу. Друга частина запам'ятовується використанням надширококутного об'єктива, швидким переміщенням камери і незвичайними ракурсами.
Відзначається схожість стилістики фільму з ранньою творчістю Алехандро Ходоровського і «Медеєю»  П'єра Пазоліні. Він вкрай натуралістичний, доходячи до жорстокості і юродства більшості персонажів (наприклад, детально показана картина насаджених рядами на коли людей).

## Історія створення
В 1977 році, коли фільм був зроблений приблизно на 80 %, заступник міністра культури Польщі Януш Вільгельм раптово наказав знищити декорації і костюми і згорнути зйомки, причому велика кількість костюмів і декорацій, які перебували на узбережжі Балтики, було знищено відразу: на пляжі була вирита велика яма, куди був повалений весь реквізит і спалений. Костюми зі студії у Вроцлаві були відправлені на склад, але через десять років були викинуті. Авторам костюмів, декорацій та іншого реквізиту вдалося перехопити частину вцілілого спадщини фільму і зберегти врятовані залишки у власних будинках.
Режисер Анджей Жулавський зіткнувся з фактичною забороною на професію, йому погрожували кримінальним переслідуванням за звинуваченнями в дармоїдство і перевитрату виділених на зйомки «На срібній планеті» коштів. У підсумку він змушений був виїхати з Польщі.
Два роки доля проекту залишалася невідомою. Але і після загибелі Вільгельма в авіакатастрофі в 1979 році відновити роботу над картиною не дозволили. Фільм «На срібній планеті» все ж таки вийшов в прокат: в кінці 1980-х, коли режисерові вдалося повернутися в Польщу, де він змонтував фрагменти фільму, додавши замість відсутніх епізодів їх переказ.

## У ролях
| Актор             | Роль                         |
| ----------------- | ---------------------------- |
| Анджей Северин    | Марек                        |
| Івона Бєльська    | Марта                        |
| Єжи Треля         | Єжи                          |
| Єжи Гралек        | Петро                        |
| Ельжбета Каркошка | Ада, дочка Марти             |
| Кристина Янда     | Аза                          |
| Хенрік Таляр      | гід Марека                   |
| Лешек Длугош      | Томаш                        |
| Ян Фрич           | Томаш II, син Марти і Томаша |
| Хенрік Біста      | Малахуда, первосвященик      |
| Єжи Голіньський   | космонавт                    |